# Witali Dwigun
Witali Dwigun (russisch Виталий Двигун; * 1935) ist ein ehemaliger sowjetischer Gewichtheber.

## Werdegang
Der aus Stalino in Dagestan stammende Witali Dwigun entwickelte sich gegen Ende der 1950er Jahre zu einem ernsthaften Rivalen für die in der Sowjetunion das Mittelschwergewicht beherrschenden "alten Recken" Arkadi Worobjow und Wassili Stepanow. Er war Angehöriger der Sowjetarmee. Sein Trainer war S. Trufanow. Von 1958 bis 1962 platzierte er sich bei den sowjetischen Meisterschaften mehrere Male im Vorderfeld. Sein größter Erfolg war der Gewinn der Europameisterschaft 1960 in Rom.

## Internationale Erfolge
(EM = Europameisterschaft, Ls = Leichtschwergewicht, damals bis 82,5 kg Körpergewicht, Ms = Mittelschwergewicht, damals bis 90 kg Körpergewicht, S = Schwergewicht, damals bis 110 kg Körpergewicht, diese Gewichtsklasse wurde damals nur in der UdSSR betrieben, international erst ab 1969)
- 1960, 1. Platz, EM in Mailand, Ms, mit 442,5 kg, vor Nikolow, Bulgarien, 417,5 kg und Lazăr Baroga, Rumänien, 417,5 kg;
- 1961, 3. Platz, Großer Preis der UdSSR, Ms, mit 450 kg, hinter Ireneusz Paliński, Polen, 460 kg, Wassili Stepanow, UdSSR, 457,5 kg und vor Louis Martin, England, 447,5 kg.

## Nationale Meisterschaften
- 1957, 1. Platz, Sportorg. "Spartak", Ls, mit 417,5 kg vor Datriew, 415 kg und Karew,a 410 kg;
- 1957, 1. Platz, Mannschaft, Ms, mit 422,5 kg, vor Turukin, 420 kg;
- 1958, 2. Platz, UdSSR, Ms, mit 452,5 kg, hinter Arkadi Worobjow, 460 kg und vor Stepanow, 450 kg;
- 1959, 2. Platz, UdSSR, Ms, mit 455 kg, hinter Worobjow, 455 kg und vor Stepanow, 450 kg;
- 1960, 2. Platz, UdSSR-Mannschaftsmeisterschaft, Ms, mit 450 kg, hinter M. Rudman, 450 kg und vor Stepanow, 442,5 kg;
- 1962, 2. Platz, UdSSR, S, mit 457,5 kg, hinter Robert Scheiermann, 487,5 kg und vor Romasenko, 452,5 kg.

## Weltrekorde
- 145,5 kg, Reißen, 1958 in Stalino, Ms,
- 149 kg, Reißen, 1961 in Taschkent, S,
- 189,5 kg, Stoßen, 1961 in Leningrad, S.